# Вознесенка (Павлодарская область)
Вознесенка (каз. Вознесенка) — село в Успенском районе Павлодарской области Казахстана. Село входит в состав Надаровского сельского округа. Расположено в 30 км к востоку от Успенки, в 7 км к юго-востоку от Надаровки. Код КАТО — 556445300.

## История
Село было основано в 1907 году переселенцами из Украины. В 1908 году была открыта первая школа на 24 ученика; в 1914 году было построено новое, более вместительное здание. В 1912 году в селе было создано ссудо-сберегательное общество, а в 1914 году было организовано общество потребителей. В августе 1918 года в Вознесенке был создан военно-революционный повстанческий штаб крестьян Павлодарского уезда.
В 1922 году общество потребителей построило первую во всём Прииртышье сельскую электростанцию, и в селе было проведено электричество. В 1928 году был организован колхоз имени Володарского, первым его председателем был П. И. Сало. В 1950-е годы в село начали приезжать первоцелинники. По сравнению с другими колхозами района, колхоз имени Володарского был небольшим — 14,5 тысяч га земельных угодий, из них 7900 га пашни, посевная площадь — 5700 га. В колхозе было около 40 тракторов, 30 автомашин, комбайны и другая техника.
В 1968 году было построено новое здание школы.

## Население
В 1985 году в Вознесенке жили 589 человек. В 1999 году население села составляло 525 человек (258 мужчин и 267 женщин). По данным переписи 2009 года, в селе проживало 301 человек (155 мужчин и 146 женщин).